# Vodní nádrž Dalešice
Vodní dílo Dalešice je přečerpávací vodní nádrž, která leží na řece Jihlavě jihovýchodně od Třebíče. Byla postavena v letech 1970 až 1978 a její součástí je dolní nádrž Mohelno. Vzdutí hladiny je dlouhé 22 km a sahá až k obci Vladislav. Maximální objem nádrže 127,3 mil. m³ patří k největším na Moravě. Nadmořská výška vodní plochy je 381,5 m. Maximální hloubka 85,5 m je největší v České republice. Na levém břehu se severovýchodně od Kramolína nachází přírodní rezervace Dřínová hora.

## Těleso hráze
Těleso hráze je nejvyšší hrází v České republice (100 m) a druhou nejvyšší sypanou hrází v Evropě (vyšší je hráz přehradní nádrže Gura Apelor v Rumunsku 168 m). Hráz nádrže je sypaná tvořená rokfilovou technologii s jílovým těsnicím jádrem. Dosahuje kóty 384 m n. m., je 350 m dlouhá a 8 m široká. Nachází se na 66. říčním kilometru a je veřejnosti přístupná. V říjnu 2016 došlo k rekonstrukci koruny hráze. Na podzim roku 2021 byla opravena hráz, bylo doplněno kamenivo, z toho důvodu byla snížena hladina přehrady.

## Stavba

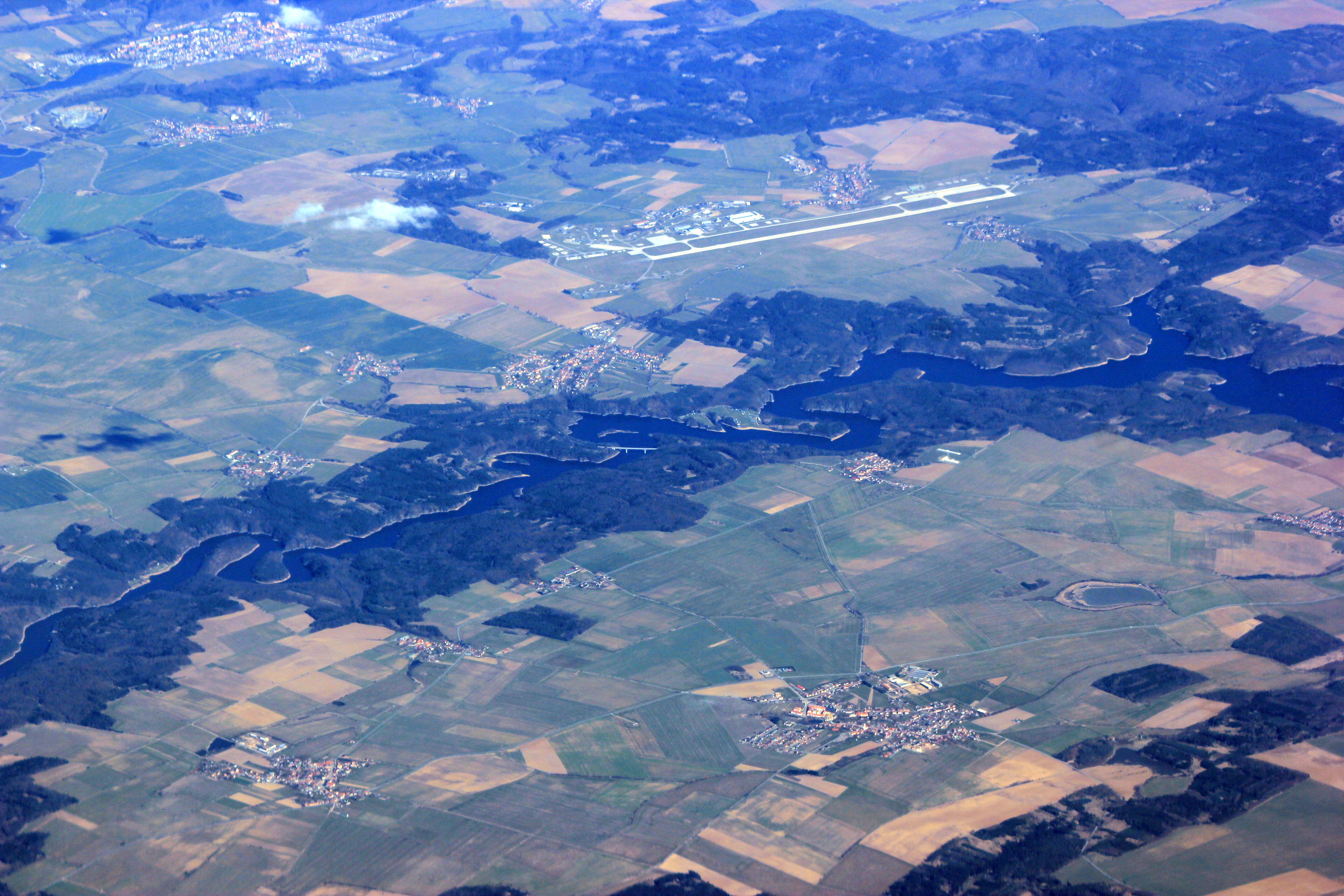
Fotografie z ptačí perspektivy

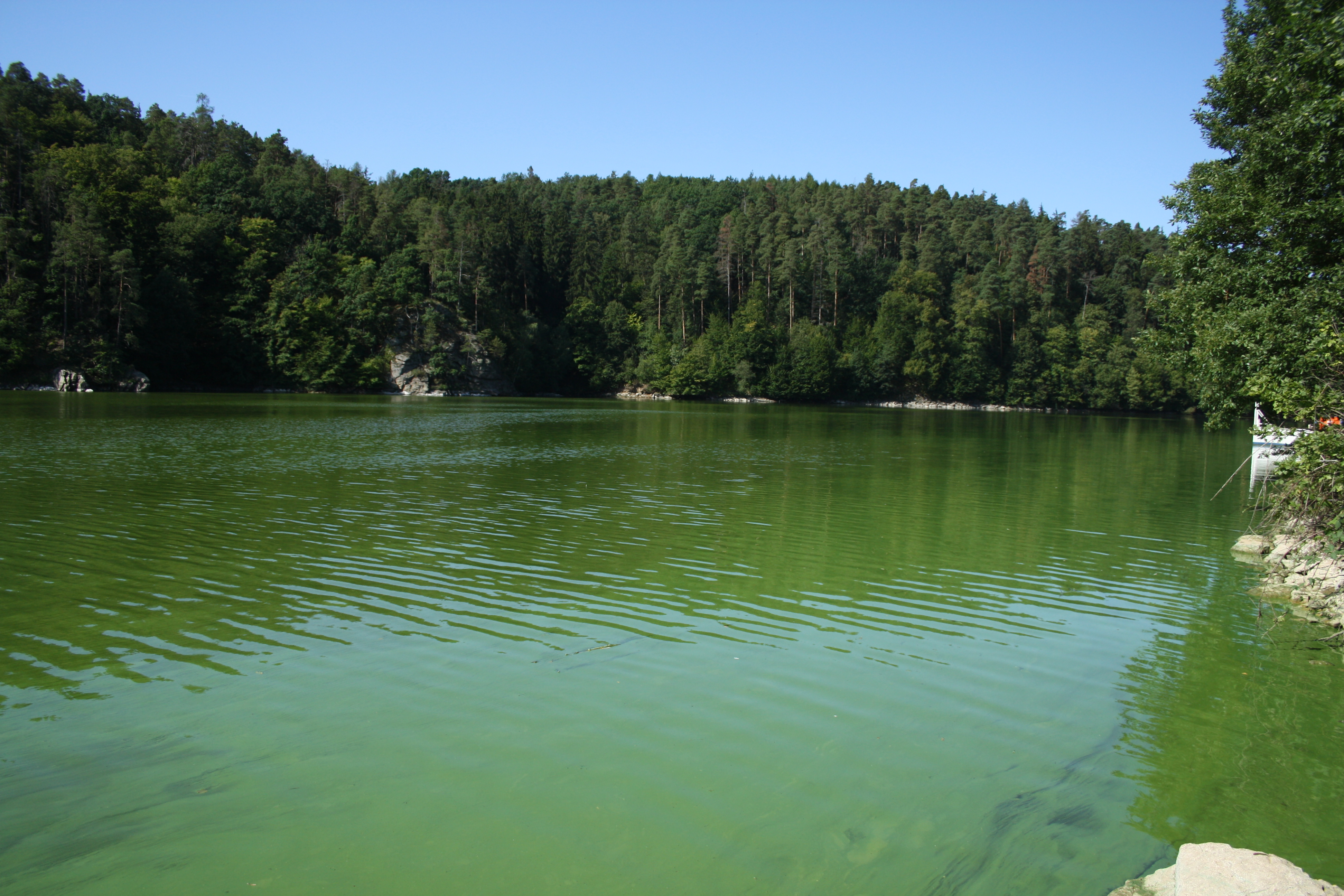
Dalešická přehrada ze zastávky Třesov

Při stavbě nádrže došlo ke zničení několika mlýnů, nedaleko Číměře byl mlýn, který se poprvě dokládá k roce 1366, byl to Čermákův mlýn. Nedaleko po proudu řeky Jihlavy byl i Jirkasův mlýn s pilou, ještě dále u Třebenic stával mlýn Třebenický, jinak také Pyrochtův či Čermákův. Pyrochtův mlýn byl v provozu do 50. let 20. století, kdy v posledních letech fungoval již bez užití vodního kola, ale používal Francisovu turbínu. Pod Koněšínem stával mlýn Koněšínský případně též Mollův, ten se poprvé připomíná v roce 1568, později se stal panským mlýnem. Mlynář Moll získal mlýn v roce 1886, do té doby patřil Pirochtům, Chadimům nebo Markům.
Stavba Dalešic započala v roce 1970 a trvala osm let. Nejprve byl vybudován zakulacený betonový základ pro strojovnu. Tvar byl zvolen pro betonovou hráz. Při podrobnějších geologických průzkumech se zjistilo, že okolní prostředí nevyhovovalo pro betonovou hráz, proto byla zvolena sypaná hráz z místních materiálů. Střední vodotěsná část je z jílu. Napouštění přehrady bylo zahájeno 10. července 1976.
Zajímavost: Protože jíl nesmí při ukládání navlhnout, jinak by hrozilo, že celá hráz ujede, byl navážen několikrát, pokaždé totiž zmokl. Při výstavbě zde v roce 1974 režisér Jiří Menzel natočil film Kdo hledá zlaté dno.

## Využití
Hlavním účelem je zdroj technologické vody pro jadernou elektrárnu Dukovany, jež se čerpá z vodní nádrže Mohelno. Dále přehrada slouží ke krátkodobému nahrazení jednoho bloku jaderné elektrárny, k výrobě špičkové elektrické energie, pro dlouhodobé vyrovnávání průtoků v řece, k snižování povodňové špičky v dolním toku, k sedimentaci nečistot a pro rekreační využití. V roce 2020 byl vodní stav a přítok do nádrže velmi nízký a jaderná elektrárna se snaží využívat vodu čerpanou z nádrže co nejméně.

### Přečerpávací vodní elektrárna
Společně s vodní nádrží Mohelno tvoří energetický komplex přečerpávací vodní elektrárny Dalešice s výkonem 4×120 MW, která se nachází pod hrází nádrže Dalešice. Na obnově zařízení elektrárny se pracuje od roku 1999.

### Lodní doprava
Nádrž má i rekreační využití, v jejím okolí je hodně soukromých chat a několik kempů, např. Hartvíkovická pláž. Od 1. července 2007 jezdila na Dalešické přehradě rekreační loď Vysočina. Jedná se o loď s délkou 26 m a hmotností 30 tun. Do roku 2011 provozovala lodní dopravu společnost Quarter, od roku 2012 měla být provozovatelem společnost Jana Kočky ze Starče, který nabídl nejlepší podmínky a zvítězil tak ve výběrovém řízení. Nabídl i novou loď pro plavbu po přehradě. 28. července 2011 však společnost Jana Kočky odstoupila z finančních důvodu od smlouvy, nezískala na nasmlouvanou novou loď dotaci od Kraje Vysočina. Byla oslovena společnost Aikon, která získala ve výběrovém řízení na vedení lodní dopravy na Dalešické přehradě druhé místo. Společnost AIKON pak bude po Dalešické přehradě jezdit s lodí Horácko, jejíž kapacita je 115 míst k sezení. Pro cestující je k dispozici bar i přeprava kol. V roce 2016 v prosinci proběhla mikulášská plavba. V roce 2018 probíhá provoz lodní dopravy nadále. V roce 2020 byla rekonstruována loď Horácko a mola na přehradě, provoz byl opět spuštěn v květnu roku 2020, loď provozuje společnost Aurikud. V roce 2021 se uskutečnila plavba k výročí deseti let stálé lodní dopravy na dalešické přehradě.

### Rybářství
Jde o rybářský revír Jihlava 7–8.

### Turistika
Od roku 2017 vede po levém břehu přehrady nová turistická trasa KČT, zelená trasa vede od silnice u Stropešínského mostu. Červená trasa pak vede nově kolem Čermákova mlýna. V roce 2018 proběhla akce Čísté břehy, kdy obyvatelé Číměře uklízeli břehy nádrže. V roce 2019 bylo připraveno nové zázemí pro vodní záchranáře působící na přehradě. Na poloostrově s uváděným názvem Lavičky se konaly dlouhodobě letní tábory třebíčských skautů. V roce 2019 však pozemky nedaleko tábořiště zakoupili dva noví majitelé a začali provádět terénní úpravy. Ty byly následně úřady zastaveny, neboť vzniklo podezření, že byly provedeny nelegálně. V lednu roku 2020 byla stavba zastavena jako nelegální. Třebíčští skauti prohlásili, že již se na tábořiště na Lavičkách nechystají. Vodní záchranáři z Třebíče se na místo tábořit chystají. Pravděpodobně se na místě bude budovat molo pro parkování lodí. Majitelé pozemku pracují na dodatečném získání stavebního povolení, důvodem je to, aby nemuseli lokalitu uvést do původního stavu.
V květnu roku 2020 bylo oznámeno, že stav nádrže je velmi nízký, zima mezi lety 2019 a 2020 byla velmi suchá.